# Теста ди Лепре
Теста ди Лепре (итал. Testa di Lepre) јесте насеље у Италији у округу Рим, региону Лацио.
Према процени из 2011. у насељу је живело 41 становника. Насеље се налази на надморској висини од 101 м.